# Список кавалеров ордена «За заслуги перед Отечеством» за 2020 год

## Кавалеры ордена I степени
1. 30 января 2020 года, № 70 — Смирнов, Виталий Георгиевич — почётный президент Общероссийского союза общественных объединений «Олимпийский комитет России», город Москва[1]
2. 27 февраля 2020 года, № 153 — Савиных, Виктор Петрович — член-корреспондент Российской академии наук, президент федерального государственного бюджетного образовательного учреждения высшего образования «Московский государственный университет геодезии и картографии»[2]
3. 23 июня 2020 года, № 409 — Бокерия, Леонид Антонович — президент федерального государственного бюджетного учреждения «Национальный медицинский исследовательский центр сердечно-сосудистой хирургии имени А. Н. Бакулева», город Москва[3]
4. 21 августа 2020 года, № 520 — Андреев, Владимир Алексеевич — президент государственного бюджетного учреждения культуры города Москвы «Московский драматический театр имени М. Н. Ермоловой»[4]
5. 21 сентября 2020 года, № 575 — Поярков, Владимир Кириллович (митрополит Крутицкий и Коломенский Ювеналий) — Патриарший наместник Московской епархии Русской православной церкви[5]

## Кавалеры ордена II степени
1. 30 января 2020 года, № 70 — Васильева, Вера Кузьминична — артистка государственного бюджетного учреждения культуры города Москвы «Московский академический театр сатиры»
2. 27 февраля 2020 года, № 153 — Сличенко, Николай Алексеевич — художественный руководитель государственного бюджетного учреждения культуры города Москвы «Московский музыкально-драматический цыганский театр „Ромэн“»
3. 16 апреля 2020 года, № 271 — Долгих, Владимир Иванович — председатель Московской городской общественной организации пенсионеров, ветеранов войны, труда, Вооружённых Сил и правоохранительных органов
4. 16 апреля 2020 года, № 271 — Челышев, Евгений Петрович — советник Российской академии наук федерального государственного бюджетного учреждения «Российская академия наук», город Москва
5. 19 мая 2020 года, № 330 — Башмет, Юрий Абрамович — художественный руководитель федерального государственного бюджетного учреждения культуры «Государственный симфонический оркестр „Новая Россия“», город Москва
6. 23 июня 2020 года, № 409 — Курцер, Марк Аркадьевич — генеральный директор группы компаний «Мать и дитя», Московская область
7. 21 августа 2020 года, № 520 — Кононенко, Олег Дмитриевич — инструктор-космонавт-испытатель — командир отряда космонавтов федерального государственного бюджетного учреждения «Научно-исследовательский испытательный центр подготовки космонавтов имени Ю. А. Гагарина», Московская область
8. 26 августа 2020 года, № 529 — Торкунов, Анатолий Васильевич — ректор федерального государственного автономного образовательного учреждения высшего образования «Московский государственный институт международных отношений (университет) Министерства иностранных дел Российской Федерации»
9. 12 октября 2020 года, № 617 — Литвиненко, Владимир Стефанович — ректор федерального государственного бюджетного образовательного учреждения высшего образования «Санкт-Петербургский горный университет»
10. 12 октября 2020 года, № 617 — Саркисов, Ашот Аракелович — советник Российской академии наук федерального государственного бюджетного учреждения науки Института проблем безопасного развития атомной энергетики Российской академии наук, город Москва
11. 12 октября 2020 года, № 617 — Кудрин, Алексей Леонидович — Председатель Счётной палаты Российской Федерации
12. 23 ноября 2020 года, № 732 — Покровский, Анатолий Владимирович — советник федерального государственного бюджетного учреждения «Национальный медицинский исследовательский центр хирургии имени А. В. Вишневского», город Москва

## Кавалеры ордена III степени
1. 30 января 2020 года, № 70 — Гусман, Михаил Соломонович — первый заместитель генерального директора федерального государственного унитарного предприятия «Информационное телеграфное агентство России (ИТАР-ТАСС)», город Москва
2. 30 января 2020 года, № 70 — Чучалин, Александр Григорьевич — академик Российской академии наук, заведующий кафедрой федерального государственного бюджетного образовательного учреждения высшего образования «Российский национальный исследовательский медицинский университет имени Н. И. Пирогова», город Москва
3. 27 февраля 2020 года, № 153 — Антонов, Юрий Михайлович — певец, композитор, вице-президент Международного союза деятелей эстрадного искусства (творческий союз), город Москва
4. 27 февраля 2020 года, № 153 — Муравьёва, Ирина Вадимовна — артистка федерального государственного бюджетного учреждения культуры «Государственный академический Малый театр России», город Москва
5. 27 февраля 2020 года, № 153 — Юдина, Лилия Витальевна — артистка федерального государственного бюджетного учреждения культуры «Государственный академический Малый театр России», город Москва
6. 16 марта 2020 года, № 184 — Гаврилов, Дмитрий Кронидович — электросварщик ручной сварки Чебоксарской территориальной фирмы «Мостоотряд-41» — филиала публичного акционерного общества «МОСТОТРЕСТ», Чувашская Республика
7. 16 марта 2020 года, № 184 — Климов, Вячеслав Александрович — заместитель главного инженера публичного акционерного общества «МОСТОТРЕСТ», город Москва
8. 16 марта 2020 года, № 184 — Конных, Андрей Альбертович — главный инженер публичного акционерного общества «МОСТОТРЕСТ», город Москва
9. 16 марта 2020 года, № 184 — Рыженькин, Леонид Кронидович — заместитель генерального директора по инфраструктурным проектам общества с ограниченной ответственностью «СТРОЙГАЗМОНТАЖ», город Москва
10. 20 марта 2020 года, № 198 — Гусев, Владимир Александрович — генеральный директор федерального государственного бюджетного учреждения культуры «Государственный Русский музей», город Санкт-Петербург
11. 16 апреля 2020 года, № 271 — Слухай, Иван Андреевич — председатель Московской общественной организации ветеранов войны (участников и инвалидов Великой Отечественной войны — пенсионеров)
12. 16 апреля 2020 года, № 271 — Седов, Евгений Николаевич — главный научный сотрудник лаборатории федерального государственного бюджетного научного учреждения «Всероссийский научно-исследовательский институт селекции плодовых культур», Орловская область
13. 16 апреля 2020 года, № 271 — Чантурия, Валентин Алексеевич — главный научный сотрудник федерального государственного бюджетного учреждения науки Института проблем комплексного освоения недр имени академика Н. В. Мельникова Российской академии наук, город Москва
14. 16 апреля 2020 года, № 271 — Вихров, Николай Михайлович — генеральный директор закрытого акционерного общества «Канонерский судоремонтный завод», город Санкт-Петербург
15. 16 апреля 2020 года, № 271 — Гайнутдинов, Ишмурат Минзаляевич — глава Северо-Енисейского района Красноярского края
16. 6 мая 2020 года, № 304 — Назаров, Валерий Львович, город Москва
17. 19 мая 2020 года, № 330 — Стародубов, Владимир Иванович — академик-секретарь Отделения медицинских наук федерального государственного бюджетного учреждения «Российская академия наук», город Москва
18. 23 июня 2020 года, № 409 — Хатьков, Игорь Евгеньевич — директор государственного бюджетного учреждения здравоохранения города Москвы «Московский клинический научно-практический центр имени А. С. Логинова Департамента здравоохранения города Москвы»
19. 23 июня 2020 года, № 409 — Карелова, Галина Николаевна — член Совета Федерации Федерального собрания Российской Федерации от исполнительного органа государственной власти Воронежской области, заместитель Председателя Совета Федерации Федерального собрания Российской Федерации
20. 20 июля 2020 года, № 467 — Завгаев, Доку Гапурович — чрезвычайный и полномочный посол в отставке
21. 3 августа 2020 года, № 493 — Романченко, Андрей Юрьевич — генеральный директор федерального государственного унитарного предприятия «Российская телевизионная и радиовещательная сеть», город Москва
22. 10 сентября 2020 года, № 552 — Франк, Сергей Оттович — председатель совета директоров публичного акционерного общества «Современный коммерческий флот», город Санкт-Петербург
23. 14 сентября 2020 года, № 553 — Медведев, Дмитрий Анатольевич — Заместитель Председателя Совета Безопасности Российской Федерации
24. 14 сентября 2020 года, № 557 — Егорова, Ольга Александровна — председатель Московского городского суда
25. 12 октября 2020 года, № 617 — Мясоедов, Борис Фёдорович — советник Российской академии наук федерального государственного бюджетного учреждения «Российская академия наук», город Москва
26. 3 ноября 2020 года, № 661 — Соломонов, Юрий Семёнович — первый заместитель генерального директора — генерального конструктора акционерного общества «Корпорация „Московский институт теплотехники“»
27. 7 декабря 2020 года, № 755 — Егоров, Владимир Константинович — заведующий кафедрой Института государственной службы и управления федерального государственного бюджетного образовательного учреждения высшего образования «Российская академия народного хозяйства и государственной службы при Президенте Российской Федерации»
28. 28 декабря 2020 года, № 815 — Бочкарёв, Андрей Юрьевич — заместитель Мэра Москвы в Правительстве Москвы по вопросам градостроительной политики и строительства

## Кавалеры ордена IV степени
1. 30 января 2020 года, № 70 — Артемьев, Олег Германович — космонавт-испытатель отряда космонавтов федерального государственного бюджетного учреждения «Научно-исследовательский испытательный центр подготовки космонавтов имени Ю. А. Гагарина», Московская область
2. 10 февраля 2020 года, № 102 — Юрин, Андрей Владимирович — руководитель федерального казённого учреждения «Государственное учреждение по формированию Государственного фонда драгоценных металлов и драгоценных камней Российской Федерации, хранению, отпуску и использованию драгоценных металлов и драгоценных камней (Гохран России) при Министерстве финансов Российской Федерации», город Москва
3. 27 февраля 2020 года, № 153 — Андросов, Кирилл Геннадьевич, город Москва
4. 27 февраля 2020 года, № 153 — Алёшин, Борис Сергеевич — советник президента по науке и технологиям публичного акционерного общества «Объединённая авиастроительная корпорация», город Москва
5. 11 марта 2020 года, № 177 — Никишкин, Сергей Григорьевич — слесарь-сборщик летательных аппаратов акционерного общества «Ракетно-космический центр „Прогресс“», Самарская область
6. 11 марта 2020 года, № 177 — Шувалов, Виктор Григорьевич — заслуженный мастер спорта СССР, город Москва
7. 16 марта 2020 года, № 184 — Бажуков, Владимир Владимирович — монтажник по монтажу стальных и железобетонных конструкций Ярославской территориальной фирмы «Мостоотряд-6» — филиала публичного акционерного общества «МОСТОТРЕСТ»
8. 16 марта 2020 года, № 184 — Вольнов, Сергей Владимирович — главный специалист службы главных специалистов публичного акционерного общества «МОСТОТРЕСТ», город Москва
9. 16 марта 2020 года, № 184 — Колюшев, Игорь Евгеньевич — технический директор акционерного общества «Институт Гипростроймост — Санкт-Петербург»
10. 16 марта 2020 года, № 184 — Кондаков, Дмитрий Игорьевич — управляющий проектом команды управления проектом «Тольятти» службы управления проектами публичного акционерного общества «МОСТОТРЕСТ», город Москва
11. 16 марта 2020 года, № 184 — Кудаков, Сергей Ростиславович — электрогазосварщик Ростовской территориальной фирмы «Мостоотряд-10» — филиала публичного акционерного общества «МОСТОТРЕСТ», Ростовская область
12. 16 марта 2020 года, № 184 — Руссу, Николай Александрович — генеральный директор акционерного общества «Мостострой-11», Ханты-Мансийский автономный округ — Югра
13. 24 апреля 2020 года, № 286 — Грушко, Александр Викторович — заместитель министра иностранных дел Российской Федерации
14. 19 мая 2020 года, № 330 — Ходырев, Владимир Яковлевич — президент некоммерческого партнёрства «Транспортный союз Северо-Запада», город Санкт-Петербург
15. 8 июня 2020 года, № 380 — Витковская, Антонина Петровна — советник генерального директора закрытого акционерного общества «НОВАЯ ЗАРЯ», город Москва
16. 23 июня 2020 года, № 409 — Карпов, Олег Эдуардович — генеральный директор федерального государственного бюджетного учреждения «Национальный медико-хирургический Центр имени Н. И. Пирогова» Министерства здравоохранения Российской Федерации, город Москва
17. 20 июля 2020 года, № 467 — Гатилов, Геннадий Михайлович — Постоянный представитель Российской Федерации при Отделении ООН и других международных организациях в Женеве, Швейцарская Конфедерация, и Постоянный представитель Российской Федерации при Конференции по разоружению в Женеве, Швейцарская Конфедерация, по совместительству
18. 21 августа 2020 года, № 520 — Скуратов, Сергей Николаевич — генеральный директор открытого акционерного общества Авиакомпания «Уральские авиалинии», Свердловская область
19. 21 августа 2020 года, № 520 — Усмаев, Вахит Абубакарович — заместитель Председателя Правительства Чеченской Республики
20. 21 августа 2020 года, № 520 — Калинин, Леонид Дмитриевич — протоиерей, председатель экспертного совета по церковному искусству, архитектуре и реставрации Русской православной церкви
21. 26 августа 2020 года, № 529 — Басин, Ефим Владимирович — член центрального правления Всероссийской общественной организации Героев, Кавалеров Государственных наград и Лауреатов Государственных премий «Трудовая доблесть России», город Москва
22. 10 сентября 2020 года, № 552 — Сергеев, Александр Михайлович — президент федерального государственного бюджетного учреждения «Российская академия наук», город Москва
23. 5 ноября 2020 года, № 675 — Лазутина, Лариса Евгеньевна — первый заместитель Председателя Московской областной думы
24. 23 ноября 2020 года, № 732 — Соколов, Евгений Иванович — профессор кафедры федерального государственного бюджетного образовательного учреждения высшего образования «Московский государственный медико-стоматологический университет имени А. И. Евдокимова»
25. 23 ноября 2020 года, № 732 — Алтушкин, Игорь Алексеевич — председатель совета директоров акционерного общества «Русская медная компания», Свердловская область
26. 23 ноября 2020 года, № 732 — Бабаков, Александр Михайлович — сенатор Российской Федерации — представитель от исполнительного органа государственной власти Тамбовской области, член Комитета Совета Федерации по международным делам
27. 23 ноября 2020 года, № 732 — Смехов, Вениамин Борисович — артист, город Москва
28. 28 декабря 2020 года, № 815 — Комиссаров, Алексей Геннадиевич — проректор федерального государственного бюджетного образовательного учреждения высшего образования «Российская академия народного хозяйства и государственной службы при Президенте Российской Федерации», город Москва